# بهوثرا ماتا
بهوثرا ماتا أو بهوتشرا ماتا (بالسنسكريتية: बहुचर माता)‏، في الهندوسية، هي إلهة العفة والخصوبة في جانبها البكر. وتعتبر أيضًا راعية مجتمع الهجرة. الرمز الحقيقي لمركبتها هو كوركوت الذي يعني الثعبان الذي له فمان.